# Авизо
Ави́зо (Авиз, адвиз) (итал. avviso) — официальное извещение об исполнении операции или проведении мероприятий.

### В цирке
Это служебное расписание, вывешиваемое за форгангом (занавесом) для сведения артистов и персонала, указывающее время и очерёдность выхода номеров в манеж, либо во время представления, либо во время репетиционного времени. Авизо обычно вывешивались за кулисами возле выхода на манеж.
В старом цирке, где было много неграмотных артистов и иностранцев, служебное расписание, вывешиваемое за форгангом к сведению артистов и указывающее распорядок их выходов — авизо (aviso), как его называют профессионалы, — состояло не из букв, а из условных значков, своеобразных иероглифов.
Авизо писали в виде схематического изображения реквизита: если прыжки через обруч обозначались здесь кружочком, то следовавшее за ним в программе жонглирование обозначалось несколькими разбросанными шариками, или, например, рисунок подковы означал конный номер.

Также авизо в цирке — это оповещение артистов о направлении в другой город или извещение о задолженности по зарплате артистам, адресованное в другой город.

### В банках
В деловой, особенно в банковской практике — официальное извещение об исполнении расчётной или товарной операции.

Авизо отсылается от одного контрагента к другому. Банки уведомляют с помощью авизо своих клиентов о дебетовых и кредитовых записях по счетам, об остатке средств на счёте, о выплате переводов, выставлении чека, открытии аккредитива и прочего. В деловой практике с помощью извещений-авизо контрагенты дополнительно ставят другую сторону в известность о произведённых действиях с товарами или другими ценностями. Часто на прямое авизо требуется оформление обратного авизо, подтверждающего завершение деловой операции. Пример такого извещения (авизо) — форма 15-МЗ о передаче трансфузионных средств (утверждена Приказом Минздрава СССР от 15 сентября 1987 года № 1035). Общероссийским классификатором управленческой документации ОК 011-93 предусмотрен целый ряд авизо и производных (обычно сводных) документов.
Авизо, как правило, оформляется на специальных бланках, где указываются его номер, дата, характер совершаемой операции, сумма и номер счёта, наименование отправителя и адресата и другие данные. В качестве авизо могут служить и копии платёжных поручений, мемориальных ордеров и прочих расчётных и бухгалтерских документов.
В традиционном обороте по способу отсылки авизо делятся на почтовые и телеграфные. С расширением использования электронных и цифровых средств передачи информации способы обмена извещениями-авизо стали более разнообразными. С другой стороны, широкое использование электронных систем расчётов делает использование авизо устаревшим, резервным способом документооборота. Порядок их отсылки обусловливается корреспондентскими и прочими межбанковскими соглашениями или договором с клиентурой. Для оптимизации операций могут применяться сводные авизо, составленные на основании нескольких расчётных документов.
В банковской практике чаще всего применяется во взаимных расчётах так называемое МФО-авизо, а СМФО означает межфилиальный оборот средств.